# NGC 2722
NGC 2722 = NGC 2733 ist eine Spiralgalaxie mit ausgedehnten Sternentstehungsgebieten vom Hubble-Typ Sbc im Sternbild Wasserschlange südlich der Ekliptik. Sie ist schätzungsweise 116 Millionen Lichtjahre von der Milchstraße entfernt und hat einen Durchmesser von etwa 70.000 Lichtjahren. 

Im selben Himmelsareal befinden sich u. a. die Galaxien NGC 2698, NGC 2699, NGC 2708, NGC 2709.
Das Objekt wurde am 6. Januar 1785 von Wilhelm Herschel entdeckt.